# Санта-Кристина-Вальгардена
Са́нта-Кристи́на-Вальгарде́на (итал. Santa Cristina Valgardena), также Са́нта-Кришти́на-Гердэ́йна (ладинск. Santa Cristina Gherdëina), или Санкт-Кристи́на-ин-Грёден (нем. St. Christina in Gröden) — коммуна в Италии, располагается в регионе Трентино — Альто-Адидже, подчиняется административному центру Больцано.
Население составляет 1741 человек, плотность населения составляет 56 чел./км². Занимает площадь 31 км². Почтовый индекс — 39047. Телефонный код — 0471.
Покровительницей коммуны почитается святая Христина Тирская, празднование 24 июля.